# Western - Alla ricerca della donna ideale
Western - Alla ricerca della donna ideale è un film del 1997 diretto da Manuel Poirier, vincitore del Premio della giuria al Festival di Cannes.

## Riconoscimenti
- Premio della giuria al Festival di Cannes
- Premi César 1998: miglior musica
- Premi Lumière 1998: migliore sceneggiatura